# モルソン・クアーズ
モルソン・クアーズ（MOLSON COORS）は、アメリカ合衆国シカゴに本社を置く酒類・清涼飲料水メーカー。
ニューヨーク証券取引所とトロント証券取引所の両方に上場している。
S&P500の構成銘柄。

## 概要
2005年、カナダのビールメーカー、モルソンとアメリカのビールメーカー、クアーズが合併しモルソン・クアーズ(Molson Coors Brewing Company)が設立された。
2015年、アンハイザー・ブッシュ・インベブ社からミラーを買収。
2020年、社名をモルソン・クアーズ・ビバレッジ・カンパニー(Molson Coors Beverage Company)に改称した。